# Referendum costituzionale in Azerbaigian del 2002
Il referendum costituzionale in Azerbaigian del 2002 si svolse il 24 agosto 2002. Agli elettori sono state poste otto domande separate, tutte approvate con almeno il 96% di voti a favore.

## Contesto
Il 22 giugno 2002 il presidente Heydər Əliyev propose 39 emendamenti a 23 articoli della Costituzione dell'Azerbaigian. Ai sensi degli articoli 3 e 152, gli emendamenti prevedevano lo svolgimento di un referendum, con un quorum d'affluenza di almeno il 50%.
La proposta è stata approvata dalla Corte costituzionale il 21 giugno. Il 24 luglio la Commissione elettorale centrale ha stabilito che i 39 emendamenti sarebbero stati oggetto di otto domande separate, nonostante le richieste dell'opposizione che ogni emendamento fosse votato separatamente. Il 30 agosto la Commissione ha stabilito che non sarebbero state pubblicate le cifre assolute di voto, ma solo le percentuali.
Il 29 luglio l'Assemblea nazionale votò con 94 voti favorevoli e 5 contrari per adottare gli emendamenti.

## Proposte
| 1. Modifiche dovute alle passività della Repubblica dell'Azerbaigian nei confronti del Consiglio europeo                                       | I. All'articolo 95, i punti 6 e 19 devono essere formulati come segue: "6) Elezione del rappresentante autorevole per i diritti umani della Repubblica dell'Azerbaigian sulla rappresentanza del Presidente della Repubblica dell'Azerbaigian"; "19) amnistia". |
| 1. Modifiche dovute alle passività della Repubblica dell'Azerbaigian nei confronti del Consiglio europeo                                       | II. Il punto 14 dell'articolo 109 deve essere formulato come segue: "14) fornisce rappresentanza all'elezione del rappresentante autorevole per i diritti umani della Repubblica dell'Azerbaigian a Milli Mejlis della Repubblica dell'Azerbaigian". |
| 1. Modifiche dovute alle passività della Repubblica dell'Azerbaigian nei confronti del Consiglio europeo                                       | III. Sostituire le parole "Corte economica" negli articoli 95, 109, 125 e 128 con "Corte d'appello". |
| 1. Modifiche dovute alle passività della Repubblica dell'Azerbaigian nei confronti del Consiglio europeo                                       | IV. All'articolo 130: - eliminare il settimo punto dalla parte III, l'ottavo e il nono punto da considerare punti 7 e 9; - le parti V, VI e VII da considerarsi parti VIII, IX e X di conseguenza; aggiungere le parti V, VI e VII nella seguente formulazione: "V. Chiunque, nel corso della legge, può presentare un reclamo alla Corte Costituzionale della Repubblica dell'Azerbaigian in merito agli atti normativi e alle autorità di potere esecutivo, municipale e giudiziario atti per la decisione delle questioni indicate nei punti 1-7 della parte III del presente articolo dalla Corte Costituzionale della Repubblica dell'Azerbaigian con l'obiettivo di ripristinare i diritti umani e la libertà violati". "VI. I tribunali nel corso della legge della Repubblica dell'Azerbaigian, possono chiedere alla Corte Costituzionale della Repubblica dell'Azerbaigian l'interpretazione della Costituzione e delle leggi della Repubblica dell'Azerbaigian in vista di questioni relative all'esercizio dei diritti umani e della libertà" "VII. Il autorevole rappresentante per i diritti umani della Repubblica dell'Azerbaigian può interrogare la Corte Costituzionale sugli atti standard della legislazione e delle autorità di potere esecutivo, atti comunali e giudiziari per la decisione delle questioni indicate nei punti 1-7 della parte III di questo articolo dalla Corte Costituzionale della Repubblica d'Azerbaigian". |
| 1. Modifiche dovute alle passività della Repubblica dell'Azerbaigian nei confronti del Consiglio europeo                                       | V. L'articolo 132 deve essere formulato come segue: "Articolo 132. Le corti d'appello della Repubblica dell'Azerbaigian I. Le corti d'appello della Repubblica dell'Azerbaigian sono l'organo giuridico supremo per l'esame delle controversie relative alla loro competenza ai sensi della legge. II. I giudici della le corti d'appello della Repubblica dell'Azerbaigian sono nominate dal Milli Mejlis della Repubblica dell'Azerbaigian su rappresentanza del Presidente della Repubblica dell'Azerbaigian. |
| 2. Modifiche dovute all'adesione della Repubblica dell'Azerbaigian alla Convenzione europea sulla protezione dei diritti umani e della libertà | I. Eliminare dall'articolo 27 parte IV le parole "adempimento dell'ordine impartito dall'autorevole funzionario durante la situazione di emergenza e legge marziale". |
| 2. Modifiche dovute all'adesione della Repubblica dell'Azerbaigian alla Convenzione europea sulla protezione dei diritti umani e della libertà | II. Eliminare la parola "solo" dall'articolo 71. |
| 2. Modifiche dovute all'adesione della Repubblica dell'Azerbaigian alla Convenzione europea sulla protezione dei diritti umani e della libertà | III. All'articolo 155: aggiungere le parole "o il loro annullamento" dopo la parola "modifiche"; le parole "sulla restrizione degli oggetti" da sostituire con le parole "sulla privazione dei diritti umani e della libertà o sulle restrizioni di grado superiore a quelle previste dagli accordi internazionali sostenuti dalla Repubblica dell'Azerbaigian". |
| 2. Modifiche dovute all'adesione della Repubblica dell'Azerbaigian alla Convenzione europea sulla protezione dei diritti umani e della libertà | IV. All'articolo 125 parte IV le parole "nell'attuazione del potere giudiziario ad eccezione del procedimento costituzionale" vanno sostituite con le parole "nella procedura penale". |
| 2. Modifiche dovute all'adesione della Repubblica dell'Azerbaigian alla Convenzione europea sulla protezione dei diritti umani e della libertà | V. All'articolo 76, parte II, sostituire le parole "servizio militare alternativo" con le parole "servizio alternativo". |
| 3. Cambiamenti per il miglioramento della conduzione del referendum                                                                            | I. Aggiungere la parte III all'articolo 3 con la seguente formulazione: "III. Non si possono svolgere referendum sulle seguenti materie: 1) imposte e bilancio dello Stato; 2) amnistia e grazia; 3) elezione, nomina o approvazione dei funzionari, la cui elezione, nomina o approvazione sono sotto la giurisdizione di organi legislativi e (o) potere esecutivo di conseguenza". |
| 4. Cambiamenti dovuti alle elezioni di Milli Mejlis della Repubblica dell'Azerbaigian                                                          | I. All'articolo 83 le parole "e sistemi elettorali proporzionati" vanno sostituite con le parole "sistemi elettorali". |
| 4. Cambiamenti dovuti alle elezioni di Milli Mejlis della Repubblica dell'Azerbaigian                                                          | II. Eliminare il punto 6 dall'articolo 89, parte I. |
| 5. Cambiamenti dovuti all'elezione del Presidente della Repubblica dell'Azerbaigian                                                            | I. All'articolo 101: - nella parte II le parole "a maggioranza di due terzi" sono sostituite dalle parole "a maggioranza di più della metà"; - nella parte IV eliminare la parola "semplice" |
| 5. Cambiamenti dovuti all'elezione del Presidente della Repubblica dell'Azerbaigian                                                            | II. All'articolo 102 il numero "7" è da sostituire con il numero "14". |
| 6. Cambiamenti dovuti al miglioramento dell'attività delle autorità pubbliche                                                                  | I. L'articolo 95 parte III da formulare come segue: "III. I decreti sono adottati anche su altre questioni di competenza di Milli Mejlis della Repubblica dell'Azerbaigian secondo la presente Costituzione della Repubblica dell'Azerbaigian; sulle questioni relative alla gestione organizzativa della Milli Mejlis della Repubblica dell'Azerbaigian; sulle questioni, rispetto alle quali Milli Mejlis dovrebbe esprimere il proprio parere". |
| 6. Cambiamenti dovuti al miglioramento dell'attività delle autorità pubbliche                                                                  | II. Al primo comma dell'articolo 88 parte I le parole "due sessioni ordinarie" da sostituire con le parole "due sessioni regolari autunnali e primaverili"; il secondo, terzo e quarto comma da sopprimere; al sesto comma le parole «fino al 1º febbraio» sono sostituite dalle parole «fino al 10 marzo». |
| 6. Cambiamenti dovuti al miglioramento dell'attività delle autorità pubbliche                                                                  | III. All'articolo 105: - nella parte I le parole "il Presidente di Milli Mejlis della Repubblica dell'Azerbaigian" da sostituire con le parole "il Primo Ministro della Repubblica dell'Azerbaigian"; - nella parte II le parole "In caso di dimissioni del Presidente del Milli Mejlis della Repubblica dell'Azerbaigian" da sostituire con le parole "In caso di dimissioni del Primo Ministro della Repubblica dell'Azerbaigian", e le parole "deve essere adempiute da il Primo Ministro della Repubblica dell'Azerbaigian" da sostituire con le parole "deve essere adempiute dal Presidente di Milli Mejlis della Repubblica dell'Azerbaigian"; - nella parte III le parole "dal Primo Ministro della Repubblica dell'Azerbaigian" da sostituire con le parole "dal Presidente del Milli Mejlis della Repubblica dell'Azerbaigian". |
| 6. Cambiamenti dovuti al miglioramento dell'attività delle autorità pubbliche                                                                  | IV. Articolo 158 da formulare come segue: "Articolo 158. Restrizione dell'iniziativa sull'introduzione di integrazioni alla Costituzione della Repubblica dell'Azerbaigian Alla luce delle disposizioni riflesse nella prima sezione della presente Costituzione, nessuna aggiunta alla Costituzione dell'Azerbaigian può essere proposta" . |
| 7. Cambiamenti per le riforme giudiziarie | I. Nella prima parte dell'articolo 96 dopo le parole "Corte suprema" aggiungere le parole "Ufficio del pubblico ministero della Repubblica dell'Azerbaigian", nelle parti II e IV dopo le parole "Corte suprema" aggiungere le parole "Ufficio del pubblico ministero Procuratore della Repubblica dell'Azerbaigian", e nella parte V dopo le parole "Corte suprema" aggiungere le parole "Ufficio del pubblico ministero della Repubblica dell'Azerbaigian"; |
| 7. Cambiamenti per le riforme giudiziarie | II. nella prima parte dell'articolo 131, le parole «esercita il controllo sull'attività dei tribunali generali e specializzati nell'ordine previsto dalla legge» da sostituire con le parole «con decreto d'appello esercita la giustizia». |
| 7. Cambiamenti per le riforme giudiziarie | III. all'articolo 133, prima parte, dopo le parole "al fine" sono aggiunte le parole "e nei casi di"; eliminare le parole "preciso e uniforme". |
| 8. Altre modifiche | I. Aggiungere la parte VI all'articolo 134 con la seguente formulazione: "VI. La Costituzione della Repubblica autonoma di Nakhichevan è rappresentata dal Presidente della Repubblica dell'Azerbaigian e approvata dalla legge costituzionale". |
| 8. Altre modifiche | II. La parte III dell'articolo 142 sarà così formulata: "III. I principi dello status di comune saranno determinati dalla presente Costituzione e le regole per l'elezione al comune saranno determinate dalla legge". |
| 8. Altre modifiche | III. All'articolo 149, parte III, sostituire le parole "potere esecutivo" con le parole "potere legislativo, esecutivo". |
| Fonte: Direct Democracy | |

## Risultati
| Domanda                   | Sì    | No   | Bianche/nulle | Voti totali | Elettori registrati | Affluenza |
| ------------------------- | ----- | ---- | ------------- | ----------- | ------------------- | --------- |
| Domanda 1                 | 97,07 | 2,63 | 0,28          | 3.899.242   | 4.407.417           | 88,47     |
| Domanda 2                 | 97,01 | 2,69 | 0,30          | 3.899.242   | 4.407.417           | 88,47     |
| Domanda 3                 | 96,82 | 2,69 | 0,35          | 3.899.242   | 4.407.417           | 88,47     |
| Domanda 4                 | 96,77 | 2,69 | 0,41          | 3.899.242   | 4.407.417           | 88,47     |
| Domanda 5                 | 96,99 | 2,73 | 0,28          | 3.899.242   | 4.407.417           | 88,47     |
| Domanda 6                 | 96,79 | 2,92 | 0,29          | 3.899.242   | 4.407.417           | 88,47     |
| Domanda 7                 | 96,79 | 2,80 | 0,41          | 3.899.242   | 4.407.417           | 88,47     |
| Domanda 8                 | 96,53 | 2,80 | 0,41          | 3.899.242   | 4.407.417           | 88,47     |
| Fonte: Democrazia Diretta |       |      |               |             |                     |           |